# Isla Quibble
Isla Quibble (en tamil: குவிப்பில் தீவு) es una isla fluvial en el estado de Tamil Nadu en la India. Está bordeada por el río Adyar y uno de sus afluentes. Está situada entre los barrios de Chennai llamados Mylapore y Adyar. Durante el dominio británico, un cementerio Europeo se encontraba aquí.